# ミヒャエル・フライ
ミヒャエル・フライ（Michael Frey、1994年7月19日 - ）は、スイス・ミュンジンゲン出身のサッカー選手。クイーンズ・パーク・レンジャーズFC所属。ポジションはFW。

## 経歴
2014年夏にリールと契約した。
2017年6月、FCチューリッヒと4年契約を結んだ。
2018年8月23日、移籍金260万ユーロでトルコのフェネルバフチェSKに移籍し、4年契約を交わした。加入2シーズン目となる2019-20シーズンはドイツの1.FCニュルンベルクにレンタル移籍し、翌シーズンはワースラント＝ベフェレンへレンタル移籍をした。
2021年6月17日、ベルギーのロイヤル・アントワープFCに移籍した。同年8月8日に行われたスタンダール・リエージュとのリーグ戦では5得点を挙げ、5-2での大勝に大きく貢献した。
2023年1月20日、買取オプション付きの契約でFCシャルケ04に2022-23シーズン終了時までレンタル移籍をした。
2024年1月28日、クイーンズ・パーク・レンジャーズFCに移籍した。

## タイトル

### クラブ
FCチューリッヒ
- スイス・カップ : 1回 (2017-18)